# Janko Debeljak
Janko Debeljak - Giovanni, slovenski častnik, * 31. avgust 1895, Ljubljana, † 19. oktober 1957, Sitio Iliria, Brazilija

## Življenjepis
Rodil se je očetu poštnemu uradniku Janezu in materi Mariji (rojena Kramar). Janko Debeljak je bil v avstro-ogrski mornarici pilot hidroplana, v jugoslovanski vojni mornarici pa kapitan in inštruktor hidroletalske šole v Boki Kotorski. Po okupaciji 1941 se je na Dolenjskem izdajal za privrženca OF; kmalu pa se je pridružil zastopniku Draže Mihajlovića za Slovenijo Karlu Novaku in postal njegov namestnik za Dolenjsko. Od maja 1942 je deloval v Novem mestu, kjer si je prizadeval okrepiti t. i. slovensko nacionalno ilegalo ali četniški Štajerski bataljon in Legijo smrti. Ko so se sporazumeli z italijanskim okupatorjem, je postal vodja urada vaških straž pri poveljstvu divizije Isonzo v Novem mestu. Urad je vodil do ukinitve 31. avgusta 1943. Vmes pa je deloval tudi v oddelku MVAC pri poveljstvu italijanskega 11. armadnega zbora v Ljubljani. Po italijanski kapitulaciji se je udeležil pohoda četnikov iz Ljubljane proti Grčaricam za rešitev Centralnega četniškega odreda ter zbora vaških stražarjev  in četnikov na Turjaku in v Zapotoku. Jeseni leta 1944 je na Notranjskem postal poveljnik 3. bataljona in nato 1. udarnega polka SNVZ v Prestranku; s to enoto se je ob koncu vojne umaknil v Furlanijo.